# 추애산
추애산(楸愛山)은 함경남도 안변군, 고산군, 세포군과 강원도 이천군 경계에 있는 산이다. 높이는 1530미터이며, 북암산, 저두봉, 두적봉, 마상산등의 봉이 솟아 있다. 산의 동쪽에는 추가령열곡이 있는데, 이곳에 경원선등의 교통로가 나 있다. 북조선이 지정한 호랑이 서식지 3곳중 한 곳이며, 천연기념물로 지정되어 있다.

## 같이 보기
- 추애산조선범 - 조선민주주의인민공화국의 천연기념물 제205호
- 한국의 산